# Ferdinand Flocon
Ferdinand Flocon est un journaliste et un homme politique français, né à Paris le 1er novembre 1800 et mort à Lausanne le 15 mai 1866.

## Biographie

### Jeunesse et engagements sous la monarchie
Fils d'un employé du télégraphe Chappe, il entre tout d'abord dans l'enseignement et s'engage de bonne heure dans le mouvement du libéralisme sous la Restauration. Il fait ses premières armes comme journaliste dans le Courrier français, où il travaille d'abord comme sténographe. En 1824, il publie un pamphlet : Dictionnaire de morale jésuitique, puis un Compte-rendu du Salon de cette même année, et en 1827 un recueil de Ballades allemandes traduites de Gottfried August Bürger et d'autres poètes ; enfin, un roman de mœurs, Ned Wilmore.
Il est associé très tôt aux conspirations et aux tentatives de renversement contre le régime monarchique des Bourbons. Il appartient à plusieurs sociétés secrètes républicaines, telles la Société des amis du peuple et celle des charbonnies. Il prend une part active à la révolution de Juillet, et il collabore quelque temps au Constitutionnel. Sa hardiesse, son initiative, sa résolution et son talent de polémiste attirent sur lui l'attention du parti républicain, et il est bientôt appelé à la rédaction du journal de la même tendance, la Tribune, qui, pendant son existence orageuse et semée d'innombrables procès, fait une guerre acharnée au gouvernement de Louis-Philippe et aux hommes du juste milieu. En même temps, Flocon participe à toutes les luttes du parti républicain contre la monarchie de Juillet, et, jusqu'à la fin du règne, il reste, avec Marc Caussidière, Alexandre Martin dit l'ouvrier Albert et d'autres, un des chefs des sociétés secrètes. 
En 1843, il entre au journal la Réforme, dont il prend la direction conjointement avec Eugène Baune et Grandménil, et dont il devient bientôt le rédacteur en chef. Un peu plus tard, Alexandre Ledru-Rollin, qui patronne le journal, fait adjoindre à la direction Godefroi Cavaignac, dont la mort en 1845 laisse de nouveau Flocon à la tête de la rédaction. Le journal la Réforme est alors plus accentué que le National, et il représente l'extrême-gauche et la révolution démocratique. Il publie par exemple des articles de Pierre-Joseph Proudhon, Mikhaïl Bakounine, Constantin Pecqueur, Friedrich Engels et Karl Marx. Ce dernier considère Flocon comme un ami sincère et cordial, « un des hommes les plus honnêtes que j'aie jamais rencontrés ».

### Sous la Deuxième République

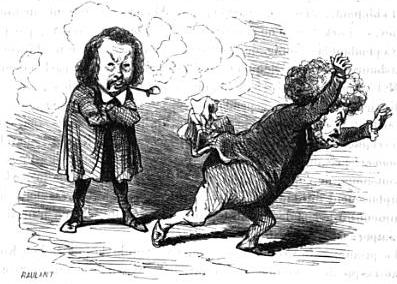
Flocon (à gauche) et Armand Marrast (à droite) en 1848, caricature de Cham.

À la révolution de février 1848, le nom de Flocon est inscrit sur une des listes de composition du gouvernement provisoire, ne figurant d'abord qu'en qualité de secrétaire, avec Louis Blanc, Alexandre Martin et Armand Marrast, afin de faire admettre leur présence aux autres membres, tous députés. Cette situation, d'ailleurs, ne dure que quelques jours. Dans le gouvernement provisoire, il fait partie de la minorité, se rattachant plus particulièrement à Alexandre Ledru-Rollin, auquel l'unit une étroite amitié basée sur la conformité des principes. Nommé ministre de l'Agriculture et du Commerce, il montre dans cette administration, sinon des capacités de premier ordre, au moins beaucoup de conscience, d'application et de probité. C'est à lui qu'on doit une réorganisation des prud'hommes, en y introduisant le paritarisme. Il a aussi un projet pour la création de colonies agricoles en France, mais la fin du gouvernement provisoire ne lui laisse pas le temps de le réaliser, pas plus que l'enquête qu'il a commencée pour connaître la situation de l'agriculture nationale. 
Élu représentant du peuple par le département de la Seine fin avril 1848, il siège alors sur les bancs de la Montagne, mais il se sépare peu à peu de ses amis par quelques-uns de ses votes. En effet, il considère les journées de juin comme une attaque injustifiable contre le peuple souverain. Ces troubles, selon lui, ne peuvent que profiter à un dictateur potentiel comme Louis-Napoléon Bonaparte. En conséquence, il se range aux côtés d'Eugène Cavaignac lorsque celui-ci déclare l'état de siège, puis réprime et déporte les insurgés. Pour son ancien ami Karl Marx, c'est l'exemple type du petit-bourgeois trahissant les travailleurs. Flocon se prononce également contre l'amendement Grévy, relatif à la nomination du président de la République. Son soutien à Cavaignac ne l'empêche pourtant pas de perdre son ministère peu après ces événements, lors de la formation du nouveau cabinet.
Il continue à siéger à gauche pendant le reste de son mandat de député, réclamant la suppression des impôts indirects, s'opposant à la politique étrangère de Louis-Napoléon Bonaparte, et, les derniers jours, demandant, mais en vain, une amnistie totale pour les insurgés de juin. 

### Échecs politiques et exil
Non réélu à l'Assemblée législative en mai 1849, Flocon va rédiger à Strasbourg une feuille démocratique bilingue, Le Démocrate du Rhin, luttant vaillamment pour les principes auxquels il a consacrés sa vie. En 1850, il préside l'Association démocratique des amis de la Constitution. Banni par le coup d'État du 2 décembre 1851, il abandonne la France.
Exilé à Lausanne, il ressent les tristesses et les amertumes de l'exil, souffrant de la ruine de ses espérances, du grand naufrage de la liberté, regrettant sans doute aussi son soutien inconditionnel en 1848 à Eugène Cavaignac, qui lui a fait perdre l'appui de ses amis. Il subsiste difficilement grâce à quelques travaux littéraires ; il traduit notamment en 1858 l'ouvrage de Jacob Moleschott, Lehre der Nahrungsmittel für das Volk, sous le titre De l'alimentation et du régime. L'amnistie de 1859 ne le ramène pas en France : il est de ceux qui ne veulent rentrer qu'avec la liberté. Alexandre Glais-Bizoin, le visitant au début de l'année 1866, trouve « au fond d'une chambre d'une simplicité extrême, un vieillard assis dans un vaste fauteuil, la barbe et les cheveux tout blancs. Pauvre Flocon ! Quel ravage l'exil et l'affliction exercent sur un homme de cœur ! »

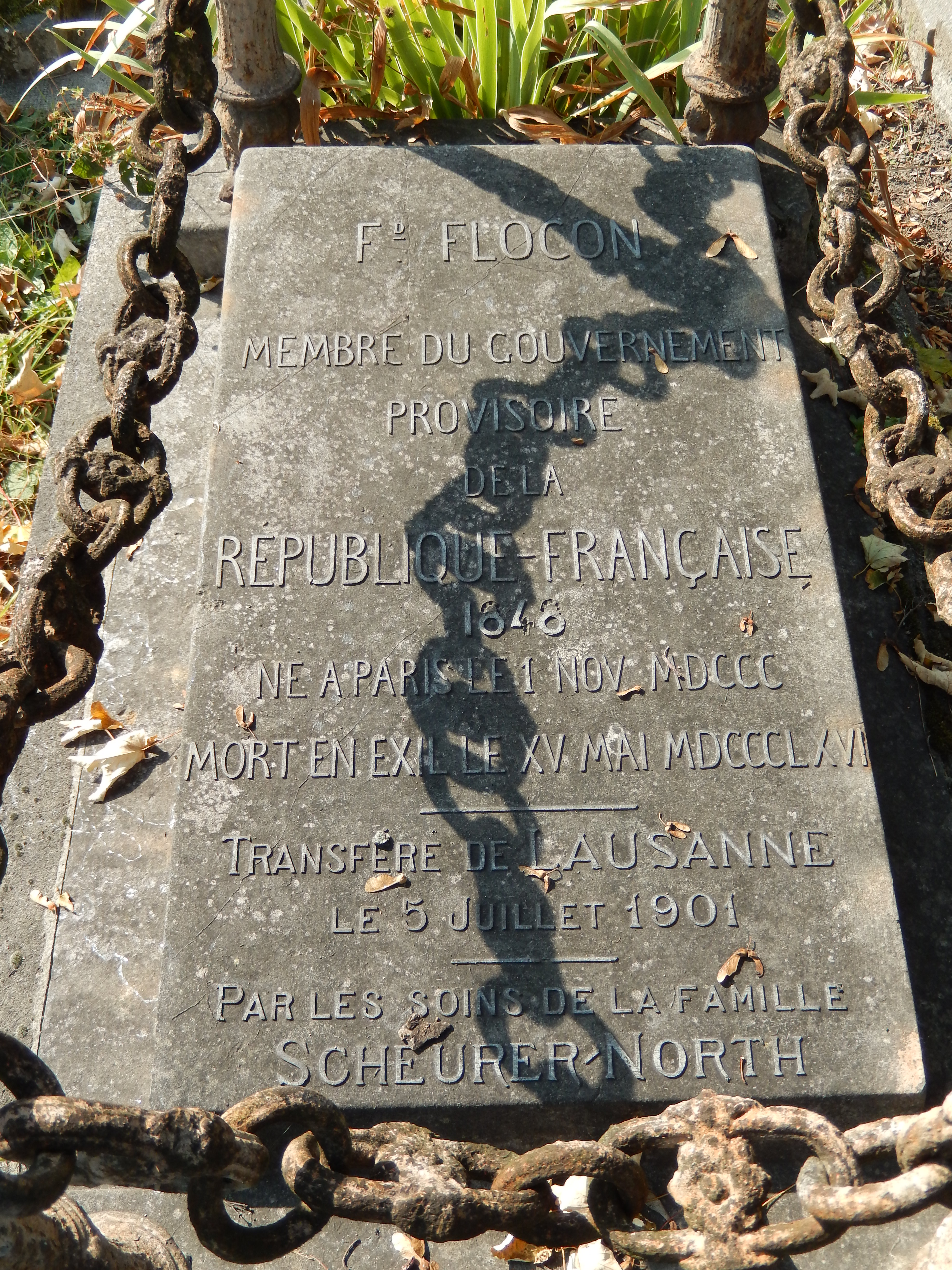
Tombe de Ferdinand Flocon (cimetière du Père Lachaise, division 53)

Il meurt dans la misère à Lausanne le 15 mai 1866 à l'âge de 65 ans. Son corps est transféré au cimetière du Père Lachaise (division 53). 

## Œuvres
- Dictionnaire de morale jésuitique (1824) ;
- Ballades allemandes traduction d'œuvres de Bürger (1827) ;
- Ned Wilmore, roman de mœurs ;
- De l'alimentation et du régime, traduction de l'ouvrage de Jacob Moleschott Lehre der Nahrungsmittel für das Volk (1858)